# Antonio Krapovickas
Antonio Krapovickas (Buenos Aires, 8 de octubre de 1921-Corrientes, 17 de agosto de 2015) fue un botánico y agrónomo argentino, especialista en malváceas. Se desempeñó en el INTA y luego como investigador del CONICET en la Universidad Nacional del Nordeste, en Corrientes.

## Biografía
En 1948 Krapovickas se recibe de ingeniero agrónomo por la Universidad de Buenos Aires.
En 1945, el Ing. Agr. Rafael García Mata, director general de Investigaciones Agrícolas del Ministerio de Agricultura y Ganadería de la Nación, le encomienda a Arturo Enrique Ragonese organizar el "Instituto de Botánica Agrícola" donde permanece hasta la creación del INTA en 1956. Como director, reúne un grupo de investigadores botánicos, entre los cuales se destacan Antonio Krapovickas, Ángel Lulio Cabrera, Alberto Soriano, M. Sívori, Armando Theodoro Hunziker, Milan Jorge Dimitri, A. Marzocca, con importantes contribuciones a las Ciencias Biológicas. Sobre la base del herbario de Spegazzini, estructuraron y ampliaron su estudio y edición de la flora regional, creando una sección de publicación sobre cultivos; en terrenos del Ministerio en Castelar (hoy Complejo Castelar INTA).
Comienza la enseñanza en 1949 como profesor de Genética y Botánica Sistemática en la Universidad Nacional de Córdoba. Más tarde sería profesor de Anatomía Vegetal en la Universidad Nacional de Tucumán.
Fue investigador del CONICET entre 1961 y 1994, llegando a la categoría de Investigador Principal.
En 1964, se muda a la ciudad de Corrientes aceptando un cargo en la Universidad Nacional del Nordeste (UNNE), con Cátedra en el Departamento de Botánica y Ecología en 1977. También funda los "Jardines Botánicos de la Universidad, Instituto de Botánica del Nordeste o Ibone, con su segunda esposa, la Dra. Carmen L. Cristóbal. Fue director del Ibone en el período 1977–1991.
Los estudios de Krapovickas se han centrado en la Taxonomía de la familia Malvaceae, y en la Biología de las especies de los géneros Arachis (familia Fabaceae). Ha publicado en esos campos, 110 arts., 8 capítulos de libros, y una monografía de Arachis en coautoría con Walton Carlyle Gregory, que fue muy influyente y ampliamente citado.

## Distinciones
- Becario John Simon Guggenheim, 1953[5]
- Premio Konex en Ciencia y Tecnología, 1983[6]
- Premio Centro Argentino de Ingenieros Agrónomos, CADIA, 1984
- Premio en Agronomía Bunge y Born, 1990[4]

## Membresías y cargos honoríficos
- Presidente de la Sociedad Argentina de Genética, 1983–1985
- Miembro correspondiente de la Botanical Society of America, 1989
- Profesor emérito en la UNNE, 1990

## Algunas publicaciones
2009
- a. Krapovickas. Spirabutilon Krapov., nuevo género de Malváceas (s.str.) Bonplandia 18(1): 25-28

- --------------------, r.o. Vanni. El maní de Llullaillaco. Bonplandia 18(1): 51-56

- --------------------. Novedades en Convolvuláceas argentinas. Bonplandia 18(1): 57-64

- --------------------. Nota: Charles R. Darwin, Segundo centenario de su nacimiento y sesquicentenario de la publicación de "El Origen de las Especies". Bonplandia 18(1): 73-78

- --------------------, r. Vanni, j. Pietrarelli, d. Williams, ch. Simpson. Las razas de maní de Bolivia. Bonplandia 18(2): 95-189

2008
- --------------------. A. Bonpland, sesquicentenario de su muerte. Bonplandia 17(1): 5-12

- --------------------. Nuevas especies de Malvaceae. Bonplandia 17(1): 35-46

- --------------------, j.g. Seijo. Gossypium ekmanianum (Malvaceae), algodón silvestre de la República Dominicana. Bonplandia 17(1): 55-64

- --------------------, m. Dematteis. Nota: Butia eriospatha (Drude) Becc., palmera naturalizada en el norte de Misiones (Argentina). Bonplandia 17(1): 91-92

2007
- --------------------. Novedades en el género Sida (Malvaceae, tribu Malveae). Bonplandia 16 (3-4): 193-208

- --------------------. Las especies de Sida secc. Malachroideae (Malvaceae) del Cono Sur de Sudamérica. Bonplandia 16 (3-4): 209-253

- --------------------. El tipo de Trithrinax campestris (Palmae). Bonplandia 16 (3-4): 271-273

2006
- --------------------. Las especies argentinas y de países vecinos de Sida secc. Nelavaga (Malvaceae, Malveae). Bonplandia 15 (1-2): 5-45

- --------------------. Dos especies nuevas de Hibiscus secc. Furcaria (Malvaceae) de Minas Gerais (Brasil). Bonplandia 15 (1-2): 47-51

- --------------------. Novedades sudamericanas en Acaulimalva y Gaya (Malvaceae, Malveae). Bonplandia 15 (3-4): 103-112

- --------------------. El tipo de Wissadula macrantha R.E.Fr. (Malvaceae, Malveae). Bonplandia 15 (3-4): 121-123

- --------------------. Gregory, Walton C. (1994). «Taxonomía del género Arachis (Leguminosae)». Bonplandia 8: 1-186.

- La abreviatura «Krapov.» se emplea para indicar a Antonio Krapovickas como autoridad en la descripción y clasificación científica de los vegetales.[7]